# Sonate K. 461
La sonate K. 461 (F.405/L.8) en ut majeur est une œuvre pour clavier du compositeur italien Domenico Scarlatti.

## Présentation
La sonate en ut majeur, K. 461, notée Allegro, est virtuose. D'abord, elle apparaît comme un exercice digital sur les gammes en sens contraire. Mais au début de la seconde section, en mineur, tout change, sur une basse d'Alberti qui soutient pendant une quarantaine de mesures une mélodie à deux voix et « des harmonies enjôleuses ».
Ralph Kirkpatrick classe cette œuvre dans le type « sonate ouverte », puisque le matériel thématique de la première partie n'est pas réemployé pour la seconde. Il précise qu'elle est ouverte, mais également libre, c'est-à-dire que, tout en négligeant celui de l'ouverture, elle mélange son matériel thématique avec un nouveau, « donnant l'impression de faire croître la sonate sous nos yeux ».
Au début de la seconde section (sur une quarantaine de mesures), Scarlatti montre un des rares exemples de basse d'Alberti du corpus (voir Sonate K. 57 et 517) :

## Manuscrits

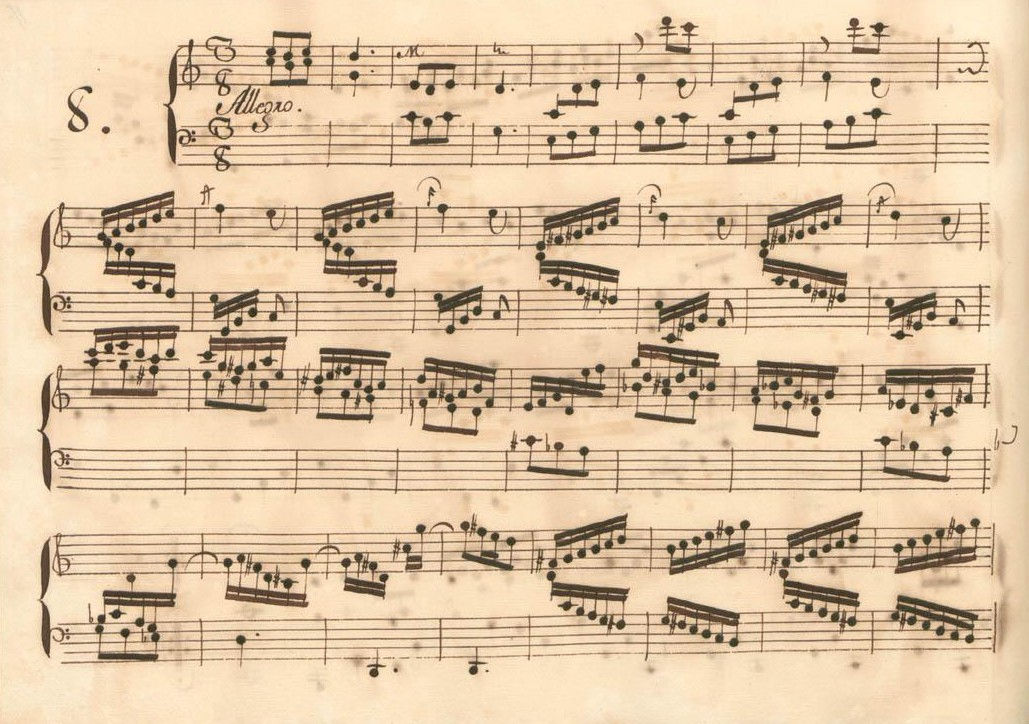
Début de la sonate, extraite du volume XIII du manuscrit de Parme.

Le manuscrit principal est le numéro 8 du volume XI (Ms. 9782) de Venise (1756), copié pour Maria Barbara ; les autres sont Parme XIII 8 (Ms. A. G. 31418) copié en 1756 également, Münster II 56 (Sant Hs 3965). Une copie figure à la Morgan Library, manuscrit Cary 703 no 112.

## Interprètes
La sonate K. 461 est défendue au piano par Fou Ts'ong (1984, Meridian), Benjamin Frith (1999, Naxos vol. 5), Carlo Grante (Music & Arts, vol. 5), Michelangelo Carbonara (Brilliant Classics).
Au clavecin, elle est enregistrée par Scott Ross (Erato, 1985) et notamment Blandine Verlet (1976), Trevor Pinnock (1987), Ton Koopman (1988, Capriccio), Andreas Staier (1992, DHM), Sophie Yates (1997, Chandos), Christophe Rousset (1997) et Sergio Vartolo (1998, Stradivarius, vol. 3).
Joanna Leach la joue au piano-forte en 2006.

## Sources
: document utilisé comme source pour la rédaction de cet article.
- Ralph Kirkpatrick (trad. de l'anglais par Dennis Collins), Domenico Scarlatti, Paris, Lattès, coll. « Musique et Musiciens », 1982 (1re éd. 1953 (en)), 493 p. (ISBN 978-2-7096-0118-4, OCLC 954954205, BNF 34689181).
- Alain de Chambure, « Domenico Scarlatti : Intégrale des sonates — Scott Ross », p. 188, Erato (2564-62092-2), 1985 (OCLC 891183737) .
- (en) Malcolm Boyd, Domenico Scarlatti : master of music, New York, Macmillan, 1987, xi-302 (OCLC 470280952, BNF 42875007, lire en ligne)
- Guy Sacre, La musique pour piano : dictionnaire des compositeurs et des œuvres, vol. II (J-Z), Paris, Robert Laffont, coll. « Bouquins », 1998, 1495 p. (ISBN 978-2-221-08566-0).
- Roland de Candé, Les chefs-d'œuvre classiques de la musique, Paris, Seuil, 2000, 802 p. (OCLC 46473027, BNF 37105991).